# سیارک ۲۲۵۲۷۷
سیارک ۲۲۵۲۷۷ (به انگلیسی: 225277 Stino، نامگذاری:1960SN)۲۲۵۲۷۷مین سیارک کشف شده‌است که در ۲۴ سپتامبر ۱۹۶۰ کشف شد.